# Vincenzo da Filicaja
Vincenzo da Filicaja o da Filicaia (Florencia, 30 de diciembre de 1642 - ibídem, 24 de septiembre de 1707) fue un poeta barroco italiano.

## Biografía
Vincenzo nació en Florencia en el seno de la aristocrática familia Da Filicaja.
Extraído de un detalle incidental en una de sus cartas, conocemos la renta que pagaban por su casa durante la infancia de Vincenzo, que por su cuantía, se deduce que gozaban de una posición desahogada. Este dato y el hecho de que el joven recibió una educación de corte liberal, primero en los jesuitas de Florencia y después en la Universidad de Pisa, ponen en relevancia que el escritor provenía de una familia prominente.
En Pisa, estudió Letras e Historia, siendo su educación muy variada, no solo por los resultados de los pacientes estudios en diferentes ramas de las Letras, sino también por su participación en grandes asociaciones históricas vinculadas al antiguo prestigio de la República pisana. En especial con Orden Militar de San Esteban, una destacable institución con sede en Pisa y de la que aún se pueden observar en la ciudad blasones y emblemas de la misma. Esta tuvo especial significación en el siglo XVI al estar compuesta por excelentes marinos que formaban la principal defensa militar y comercial de Pisa contra los otomanos, argelinos y piratas berberiscos en el Mediterráneo.
Después de cinco años de residencia en Pisa, volvió a Florencia, donde se casó con Anna, hija del senador y marqués Scipione Capponi, y se retiraron a una pequeña villa en Al Filicaja, a 60 km al suroeste de la ciudad. Renunció a la idea de escribir poesía amorosa debido a la muerte prematura de una joven dama de la que había estado enamorado. Se ocupó principalmente con todo tipo de actividades literarias, realizando sobre todo composiciones poéticas tanto en italiano como en latín. Su propio talento literario, su pertenencia a la célebre Accademia della Crusca (con el nombre de Polibio Emonio), gracias a la que alcanzó un exquisito gusto crítico y conocimientos clásicos, y las relaciones sociales fruto de su estatus como parte de la aristocracia florentina vinculada con la Casa de Capponi, explican suficientemente bien su posición dentro del círculo literario junto a eminentes hombres de letras como Lorenzo Magalotti, Benedetto Menzini, Anton Francesco Gori y Francesco Redi. Este último, autor de Bacco in Toscana, fue no sólo uno de los más brillantes poetas de su época sino también médico de la corte florentina del Gran Duque de Toscana Fernando III, gracias al cual Filicaja tuvo acceso ésta.
El aislamiento rural de Filicaja era debido más a los pocos medios económicos que a su gusto por el campo. Si no languidecía intensamente allí, apartado del mundo, no era gracias exclusivamente a su genio poético, intensificado por la toma de Viena por el Imperio otomano en 1683 y que le inspiró Canzoni in occasione dell'assedio e liberazione di Vienna (1684), sino a la influencia de Redi, que sin retraso hacía llegar su obra al soberano florentino y al resto de nobles extranjeros en la ciudad. La primera recompensa provino de Cristina de Suecia, mecenas y siempre rodeada de intelectuales, la cual le anunció a Filicaja espontánea y generosamente que pagaría la educación de los dos hijos del escritor en el Collegio Tolomei de Roma, teniendo la delicadeza de mantener tan comprometida cuestión en secreto. Vincenzo mantuvo una estrecha amistad con la reina hasta su muerte en 1689.
El destino de Filicaja cambió. El Gran Duque de Toscana Cosme III de Médici le confirió un importante puesto como comisionado de las votaciones oficiales. Fue nombrado gobernador de Volterra, en 1696, donde destacó enérgicamente con una política de elevar la moral pública. Tanto allí como en Pisa, de la que fue subsiguientemente gobernador en 1700, su popularidad fue tan grande que, a su retiro, los habitantes de ambas ciudades presentaron solicitudes para su vuelta. Filicaja pasó el resto de su vida en Florencia, el Gran Duque lo ascendió a senador y murió de "mal de pecho" en su ciudad natal. Está enterrado en el panteón familiar en la Iglesia de San Pedro Mayor. Cuando ésta fue derruida en 1783 por una reordenación urbanística, el único de sus hijos que le sobrevivió, Scipione Filicaja, encargó que fuera erigido un cenotafio en su memoria en la Basílica de la Santa Croce.

## Obra
En sus seis odas a la gran victoria de Juan III Sobieski de Polonia, Filicaja obtuvo un excelente nivel lírico comparable con los mejores poetas de Historia de la Literatura italiana. Su obra es, sin embargo, desigual, reflejando en algunos pasajes el innato vigor de su genio literario y las más puras inspiraciones de sus experiencias, mientras que otros se ven totalmente deformados por las afectaciones de la literatura del Seicento italiano. Se muestra espontáneo y natural en los sonetos Italia, Italia, o tu cui feo la sorte y Dove, Italia, il tuo braccio? e a che ti serve; mientras que en los versos Alla beata Vergine, Al divino amore y en el soneto Sulla fede nelle disgrazie la verdad y la fuerza de sus ideas y del lenguaje recuerdan a la poesía de Petrarca.
En el mismo año de su fallecimiento se publicó Poesie toscane, a cargo de su hijo y con dedicatoria del Gran Duque Cosme III.
Además de los poemas publicados en la completa edición veneciana de 1762, algunas otras composiciones aparecieron por primera vez en una pequeña edición florentina editada por Barbera en 1864.
|  |  |

Poemas de Vincenzo da Filicaja dedicados a Vittoria della Rovere: 
Mascarada en el día del natalicio de la Gran Duquesa Vittoria, pag 188-191 de la Opere.